# Gaspare Silingardi
Gaspare Silingardi (Modène, vers 1537 - 13 juillet 1607) est un homme d'Église italien.

## Biographie
Il est nommé évêque de Ripatransone (dans les Marches) le 18 juin 1582 et consacré le 9 septembre suivant. Il conserve cet office jusqu'en 1591.
Le 19 février 1593, il est nommé évêque de Modène, sa ville natale.
Il est nommé nonce apostolique en France par le pape Clément VIII le 9 février 1599 et le reste jusqu'au 25 mai 1601. 
Il termine sa vie comme évêque de Modène.